# Chua-Schaltkreis
Der Chua-Schaltkreis (englisch Chua’s Circuit) ist eine elektronische Schaltung, die erstmals 1983 von Leon. O Chua beschrieben und 1984 veröffentlicht wurde. Die Schaltung weist chaotisches Verhalten auf und eignet sich als Demonstrationsobjekt für Effekte der Chaostheorie und nichtlinearen Dynamik sowie zur Erzeugung von Zufallszahlen.

## Elektronischer Aufbau

Schaltskizze des Chua-Schaltkreises.

Die nebenstehende Schaltskizze zeigt einen Chua-Schaltkreis. Der Operationsverstärker OPA zusammen mit den beiden 290-Ohm-Widerständen und R1 bildet einen negativen Widerstand mit dem Wert {\displaystyle -R_{1}.} Zusammen mit dem linken Schaltungsteil bildet sich eine oszillierende Schaltung. Soweit die variierende Spannung die Flussspannung der Dioden D1, D2 überschreitet (in positiver wie in negativer Richtung), steigt der differentielle Leitwert {\displaystyle \mathrm {d} I/\mathrm {d} U} auf {\displaystyle 1/R_{2}-1/R_{1}.}
Die das System beschreibende Differentialgleichung wird somit nichtlinear und die Dynamik des Systems weist die typischen Effekte chaotischer Systeme, wie Bifurkation und einen seltsamen Attraktor auf. Das Verhalten des vorliegenden Systems wird zumeist in Abhängigkeit vom Wert des Kopplungswiderstands {\displaystyle R} beschrieben.

## Theoretische Beschreibung

Phasenraum des dynamischen Systems eines Chua-Schaltkreises mit einer Trajektorie.

Der Schaltkreis lässt sich mit Hilfe der  Kirchhoffschen Regeln beschreiben. Dazu wählt man beispielsweise die Spannungen an den beiden Kondensatoren {\displaystyle U_{C_{1}}} und {\displaystyle U_{C_{2}}} sowie den Spulenstrom {\displaystyle I_{L_{1}}} als dynamische Variablen, die den Phasenraum aufspannen. Das Verhalten des nichtlinearen Widerstandes lässt sich mit einer Funktion {\displaystyle g(U_{C_{1}})} modellieren, die dessen Strom-Spannungs-Kennlinie wiedergibt. Man beachte hierbei, dass am nicht-linearen Widerstand die gleiche Spannung wie am Kondensator {\displaystyle C_{1}} anliegt.
Durch Anwenden der Knotenregel auf die Knoten über den beiden Kondensatoren erhält man
{\displaystyle C_{1}{\frac {\mathrm {d} U_{C_{1}}}{\mathrm {d} t}}-{\frac {U_{C_{2}}-U_{C_{1}}}{R}}+g(U_{C_{1}})=0}
{\displaystyle C_{2}{\frac {\mathrm {d} U_{C_{2}}}{\mathrm {d} t}}-{\frac {U_{C_{1}}-U_{C_{2}}}{R}}-I_{L_{1}}=0}
Aus der Maschenregel erhält man
{\displaystyle L_{1}{\frac {\mathrm {d} I_{L_{1}}}{\mathrm {d} t}}+U_{C_{2}}=0}
Dieses Differentialgleichungssystem charakterisiert die gesamte Dynamik des Systems. Die Lösung dessen ist eine Trajektorie im Phasenraum, die bei gegebenen Anfangsbedingungen die zeitliche Evolution des Systems beschreibt, wobei zu jedem Zeitpunkt der Zustand des Systems durch einen Punkt im Phasenraum gegeben ist. Da die Lösungstrajektorie eindeutig ist, ist das Verhalten von Chuas Schaltkreis streng deterministisch.